# Fantom operety
Fantom operety je československý komediální muzikálový televizní seriál vzniklý v produkci Československé televize, která jej také v roce 1971 vysílala. Pětidílný seriál vznikl podle předlohy stejnojmenného románu Eduarda Fikera. Podle scénáře Jindřicha Švehly jej natočil režisér Zdeněk Podskalský. Seriál vypráví příběh spisovatele detektivek Ludvíka Láceho a jeho manželky Loly, která má hrát hlavní roli v nové operetě.

## Příběh
Herečka Lola Lácová se stane novou posilou Kamenného divadla, které chystá premiéru nové operety, v níž má Lola, jakožto hlavní hvězda, hrát hlavní roli. Její manžel Ludvík je z jejich manželství unaven a aby o své ženě zajistil pro chystaný rozvod nějaké kompromitující informace, vydá se v přestrojení do divadla. Tam však zjistí, že jeho ředitel nejedná s Lolou upřímně, neboť pro alternaci Loliny role přijal i jinou herečku. Protože se mu takové neférové jednání nelíbí, začne se vydávat za tajemného Fantoma operety (s odkazem na pařížského Fantoma opery) a začne vytvářet v divadle zmatek, se kterým si vedení scény neví rady.

## Obsazení
- Lubomír Lipský jako Ludvík Láce, spisovatel detektivek
- Jiřina Bohdalová jako Lola Lácová, herečka, Ludvíkova manželka
- Iva Janžurová jako Valdemara Krapsatá, herečka, přítelkyně ředitele Halanta
- Josef Bláha jako Rudolf Halant, ředitel Kamenného divadla
- Eduard Kohout jako Julius Kvíčala, sólista operety
- Josef Hlinomaz jako divadelní režisér
- Václav Trégl jako Kváča, divadelní sluha
- Stella Zázvorková jako Bártová, vdova a domovnice Lácových

## Produkce
Jako předloha pro seriál Fantom operety byl použit stejnojmenný humoristický román spisovatele Eduarda Fikera, který vyšel v roce 1945. Scénář napsal Jindřich Švehla, režie se ujal Zdeněk Podskalský. Do hlavních rolí obsadil Lubomíra Lipského a Jiřinu Bohdalovou, jednu z vedlejších postav zpěváků operety ztvárnil popový zpěvák Milan Chladil. Natáčení bylo zahájeno 30. dubna 1970. Seriál Československé televize vznikl v produkci Krátkého filmu Praha.

## Vysílání
Seriál Fantom operety uvedla Československá televize na I. programu v lednu až březnu 1971 v rámci loterijního pořadu Mates. První díl měl premiéru 9. ledna 1971, další následovaly ve dvoutýdenní periodě, takže závěrečná pátá část byla odvysílána 6. března 1971. Seriál byl zařazen do večerního vysílání v hlavním vysílacím čase, začátky jednotlivých dílů o délce od 30 do 50 minut se pohybovaly v rozmezí 20.00–20.20 hod.
Celý seriál vydala v roce 2011 Česká televize na DVD.

### Seznam dílů
| Č. v seriálu | Název              | Režie             | Scénář          | Datum premiéry |
| --- | ------------------ | ----------------- | --------------- | -------------- |
| 1 | Lolinka chce hrát  | Zdeněk Podskalský | Jindřich Švehla | 9. ledna 1971  |
| Spisovatel Ludvík Láce má po pětiletém manželství s bývalou operetní herečkou Lolou stále větší chuť rozvést. Poté, co Lola napsala novému řediteli divadla Halantovi dopis a ten se ji rozhodl přijmout do nové operetní hry, jejíž premiéra se chystá, se Ludvík rozhodne pomoci rozvodu tím, že sežene v divadle důkazy o nepřístojném chování své ženy. V přestrojení za kamnáře/mazače topení vnikne do divadla a nakonec i do ředitelny, kde se, skrytý za závěsem, stane svědkem zákulisních her. Ředitele Halanta totiž poblázní mladá herečka Valdemara Krapsatá, kterou se rozhodne přijmout jako alternaci za Lolu a zároveň vzít ji s sebou na služební cestu do Švédska, kde mají i s Lolou zhlédnout originál chystané operety. Jakmile Láce v ředitelně osamí, zmocní se klíče od nepoužívaného vedlejšího vchodu do ředitelny a napíše výhrůžný vzkaz „Každou lumpárnu krutě trestám! Fantom“, který přibodne na ředitelský stůl, a stane se tak Fantomem operety, s odkazem na svého pařížského bratránka. |                    |                   |                 |                |
| 2 | Fantom zasahuje    | Zdeněk Podskalský | Jindřich Švehla | 23. ledna 1971 |
| 3 | Fantom dělá zmatky | Zdeněk Podskalský | Jindřich Švehla | 6. února 1971  |
| 4 | Fantom v nebezpečí | Zdeněk Podskalský | Jindřich Švehla | 20. února 1971 |
| 5 | Konec Fantoma      | Zdeněk Podskalský | Jindřich Švehla | 6. března 1971 |

## Přijetí
V komentáři v Lidové demokracii autorka po prvním díle uvedla, že sice není jasné, proč byl seriál Fantom operety připojen k Matesu jako nejnovější pokus o jeho oživení, jednalo se podle ní ale o lepší řešení, než kombinace s estrádami. Napsala také, že režisér Zdeněk Podskalský „zajišťuje […] dílům […] vysokou profesionální úroveň, smysl pro vypointování humorných situací, komediální nadsázku a groteskní vyhrocení scén“. V další glose v témže deníku její autor napsal, že scenárista Jindřich Švehla podle něj vytvořil z Fikerovy předlohy základ k „zábavné, pestré podívané“. Zhodnocení po závěrečné epizodě si povšimlo, že seriál „využíval především akcí a herecké výkony stylizoval k nadsázce až karikatuře“. Autorka pochválila jak herecké výkony, tak režijní vedení, a ocenila množství fantazie a „vyvážený poměr reality a nadsázky, ironie a sebeironie“, neboť podle ní mohly díky tomu postavy svá fantastická dobrodružství nebrat příliš vážně.